# Grand Prix de la Ville de Lillers 2007
La Grand Prix de la Ville de Lillers 2007, quarantatreesima edizione della corsa e valida come evento dell'UCI Europe Tour 2007 categoria 1.2, si svolse l'11 marzo 2007 su un percorso totale di circa 171,1 km. Fu vinto dal francese Benoît Daeninck che terminò la gara in 3h51'37", alla media di 44,29 km/h.
All'arrivo 124 ciclisti portarono a termine il percorso.

## Ordine d'arrivo (Top 10)
| Pos. | Corridore           | Squadra        | Tempo    |
| ---- | ------------------- | -------------- | -------- |
| 1    | Benoît Daeninck     | UV Aube        | 3h51'37" |
| 2    | Mario Ickx          | Jartazi        | s.t.     |
| 3    | Tom Leezer          | Rabobank Cont. | s.t.     |
| 4    | Hannes Blank        | Differdange    | s.t.     |
| 5    | Dennis Kreder       | Unibet.com     | s.t.     |
| 6    | Aleksejs Saramotins | Rietumu Bank   | s.t.     |
| 7    | Ludovic Capelle     | Roubaix-Lille  | s.t.     |
| 8    | Mads Christensen    | Designa Køk.   | a 4"     |
| 9    | Jean Zen            | Roubaix-Lille  | s.t.     |
| 10   | Stefan Heiny        | Differdange    | a 37"    |